# یورسنار ۷۰۲۰
سیارک ۷۰۲۰ (به انگلیسی: 7020 Yourcenar، نامگذاری:1992GR2) هفت هزار و بیستمین سیارک کشف شده‌است که در ۴ آوریل ۱۹۹۲ کشف شد.
قدر مطلق سیارک برابر ۱۳٫۷۰ است.